# Зауха, Анджей
Анджей Зауха (пол. Andrzej Zaucha, р. в 1967 в г. Закличин) — польский журналист и литератор.
Окончил факультет журналистики и политических наук Ягеллонского университета в Кракове.
С 1997 года работает в Москве сначала корреспондентом Gazeta Wyborcza, затем радио RMF FM, а потом TVN Fact.
Получил известность как автор статей и репортажей о России и Чечне.
Автор книги (журналистского расследования) «Москва. Норд-Ост» (пол. Moskwa. Nord-Ost, 2003), посвящённой событиям в здании театрального центра на Дубровке в октябре 2002.

## Публикации
- Moskwa. Nord-Ost. — 2003. — 371 С. — ISBN 83-87730-82-3 — EAN 9788387730826 (пол.)